# Found in Translation Award
Found in Translation Award – nagroda przyznawana raz w roku za najlepsze tłumaczenie polskiej literatury na język angielski.

## Historia
Nagroda po raz pierwszy została przyznana w 2008 roku. Przyznaje ją kapituła, w skład której wchodzą przedstawiciele Instytutu Książki, Instytutu Kultury Polskiej w Londynie, Instytutu Kultury Polskiej w Nowym Jorku oraz Wydawnictwo WAB (2008–2014). W pierwszej edycji zgłoszono 10 kandydatów, a nagrodzony został amerykański tłumacz Bill Johnston. Kandydatów do nagrody mogą zgłaszać osoby prywatne oraz instytucje w kraju i za granicą. Wręczenie nagrody odbywa się w kraju pochodzenia laureata.

## Nagroda
Początkowo od 2008 roku fundatorem nagrody wynoszącej 10 000 zł było Wydawnictwo W.A.B.. Dodatkowo Instytut Książki fundował laureatowi trzymiesięczne stypendium w Krakowie. Od 2015 roku zmienił się skład kapituły, do Polskiego Instytutu Książki, Instytutu Kultury Polskiej w Londynie oraz Polskiego Instytut Kultury w Nowym Jorku dołączył Instytut Polski w Nowym Delhi. W związku z tym zmieniła się wysokość nagrody pieniężnej, która wynosi obecnie 16 000 zł i fundowana jest w równych częściach przez Instytut Książki, Instytut Kultury Polskiej w Londynie i Instytut Kultury Polskiej w Nowym Jorku. Dodatkowo laureat otrzymuje dyplom i miesięczną rezydencję w Krakowie z honorarium studyjnym w wysokości 2000 zł oraz pokrycie kosztów przelotu do i z Krakowa, które funduje Instytut Książki.

## Laureaci
- 2008 – Bill Johnston, tłumacz Tadeusza Różewicza New Poems[1]
- 2009 – Antonia Lloyd-Jones, tłumaczka Pawła Huelle The Last Supper[4]
- 2010 – Danuta Borchardt, tłumaczka Witolda Gombrowicza Pornografia[5]
- 2011 – Clare Cavanagh i Stanisław Barańczak, tłumacze Wisławy Szymborskiej Here[6]
- 2012 – Joanna Trzeciak, tłumaczka Tadeusza Różewicza Sobbing Superpower[7]
- 2013 – Antonia Lloyd-Jones, tłumaczka siedmiu książek wydanych w 2012 roku: Zygmunt Miłoszewski A Grain of Truth, Paweł Huelle Cold Sea Stories, Jacek Dehnel jest Saturn,  Artur Domosławski Ryszard Kapuściński: A Life, Wojciech Jagielski The Night Wanderers, Andrzej Szczeklik Kore, Janusz Korczak Kaytek the Wizard[8]
- 2014 – Philip Boehm, tłumacz Hanny Krall Chasing the King of Hearts[9]
- 2015 – Ursula Phillips, tłumaczka Zofii Nałkowskiej Choucas[10]
- 2016 – Bill Johnston, tłumacz Tomasza Różyckiego Twelve Stations[11]
- 2017 – Piotr Florczyk, tłumacz zbioru poezji Anny Świrszczyńskej Building the Barricade[12]
- 2018 – Jennifer Croft, tłumaczka Olgi Tokarczuk Flights[13]
- 2019 – Madeleine Levine, tłumaczka Brunona Schulza Collected Stories[14]
- 2020 – Anna Zaranko, tłumaczka Kornela Filipowicza The Memoir of an Anti-hero[14]
- 2021 – Ewa Małachowska-Pasek i Megan Thomas za przekład Kariery Nikodema Dyzmy Tadeusza Dołęgi-Mostowicza: The Career of Nicodemus Dyzma, Northwestern University Press, 2020[15];
- 2022 – Jennifer Croft za przekład The Books of Jacob Olgi Tokarczuk wydany przez Fitzcarraldo Editions w Wielkiej Brytanii (2021) i Riverhead Books w Stanach Zjednoczonych (2022)[16].
- 2023 – Anna Zaranko za przekład Chłopów Władysława Reymonta: The Peasants, Penguin Classics, 2022[17]